# يوهانس فيرنر
يوهانس فيرنر (بالألمانية: Johannes Werner)‏ (و. 1468 – 1522 م) هو رياضياتي، وعالم فلك، ورسام الخرائط، ومنجم من ألمانيا . ولد في نورنبرغ.
توفي في نورنبرغ، عن عمر يناهز 54 عاماً.